# 老挝经济
老撾，在老撾人民民主共和國統治下正在迅速增長，因為政府於1986年開始下放經濟控制權並鼓勵民營企業。目前，老撾是世界增長最快的經濟體之一，平均每年增長8％。另據預測，到2019年，老撾將至少保持7％的增長。
政府的主要目標包括為所有兒童實行減貧和教育，並主動成為“與鄰國土地相接”的國家。這是通過從中國雲南昆明到老撾萬象的近60億美元高速鐵路的不斷建設展示的。老撾於2011年開設了證券交易所，成為中國大陸，越南，泰國等鄰國水電供應商，地位不斷提升。在這個時期，老撾的經濟主要依靠外商(特別是泰國)直接投資來吸引海外資本，支持其持續的經濟增長。
儘管快速增長，老撾仍然是東南亞最貧窮的國家之一。作為一個內陸國家，它的基礎設施不足，大部分人口是非技術勞動力。然而，老撾繼續吸引外國投資，因為它與東盟經濟共同體，其豐富的年輕勞動力和優惠的稅收待遇相結合。按照購買力計算，2016年該國的人均收入估計為5,700美元。

## 經濟歷史

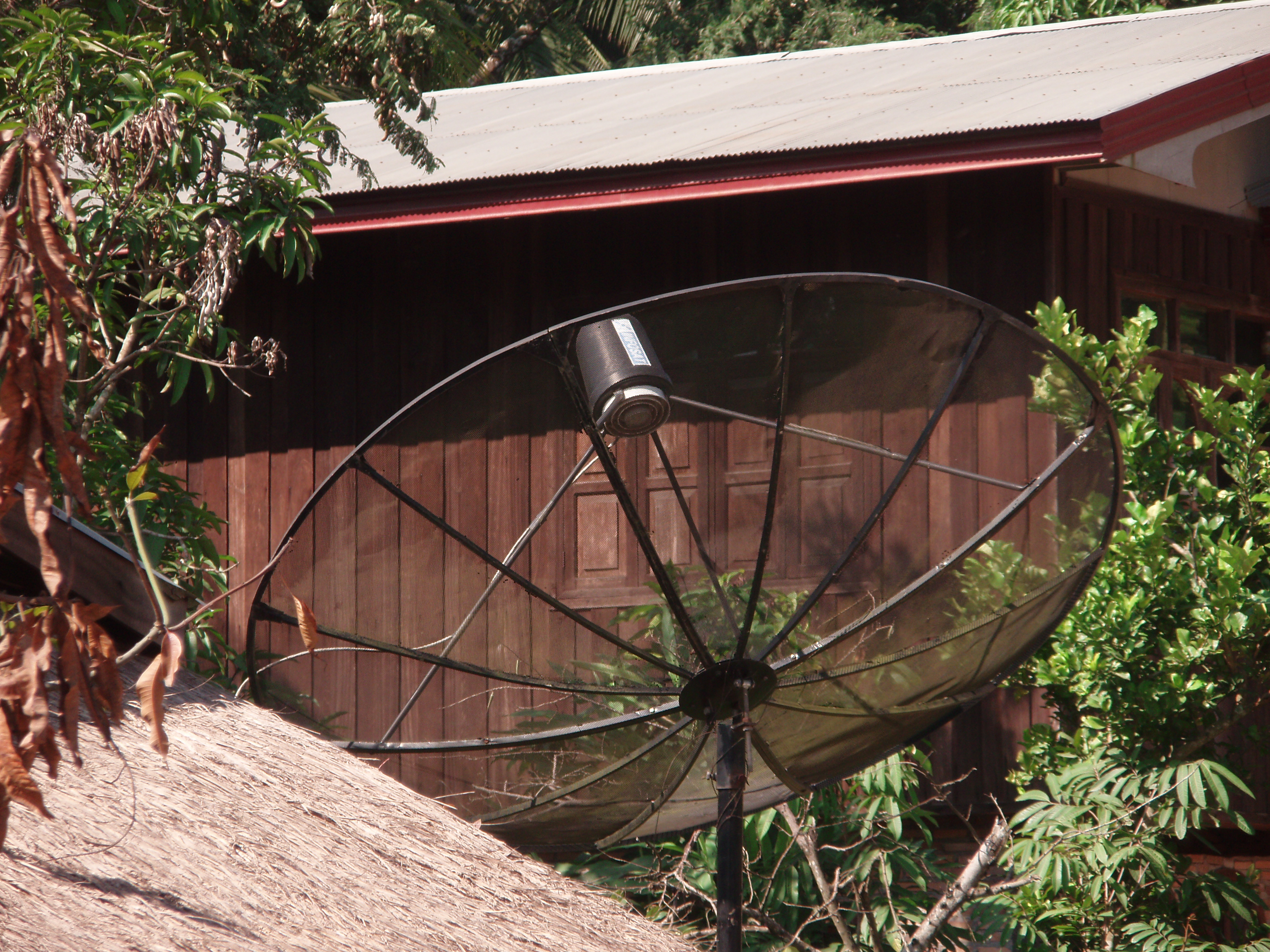
老撾一處農村的衛星電視天線。

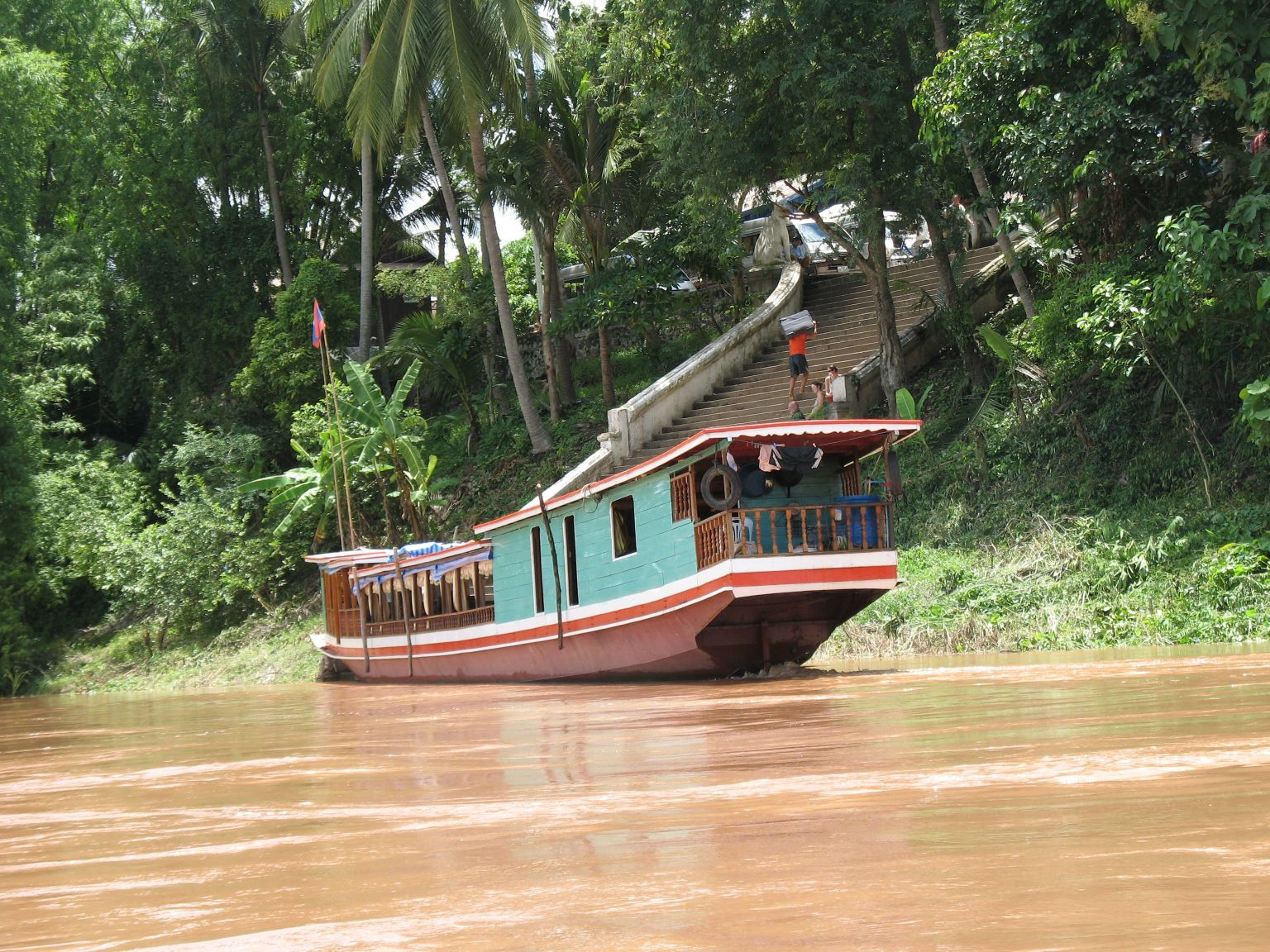
湄公河支流觀光船。

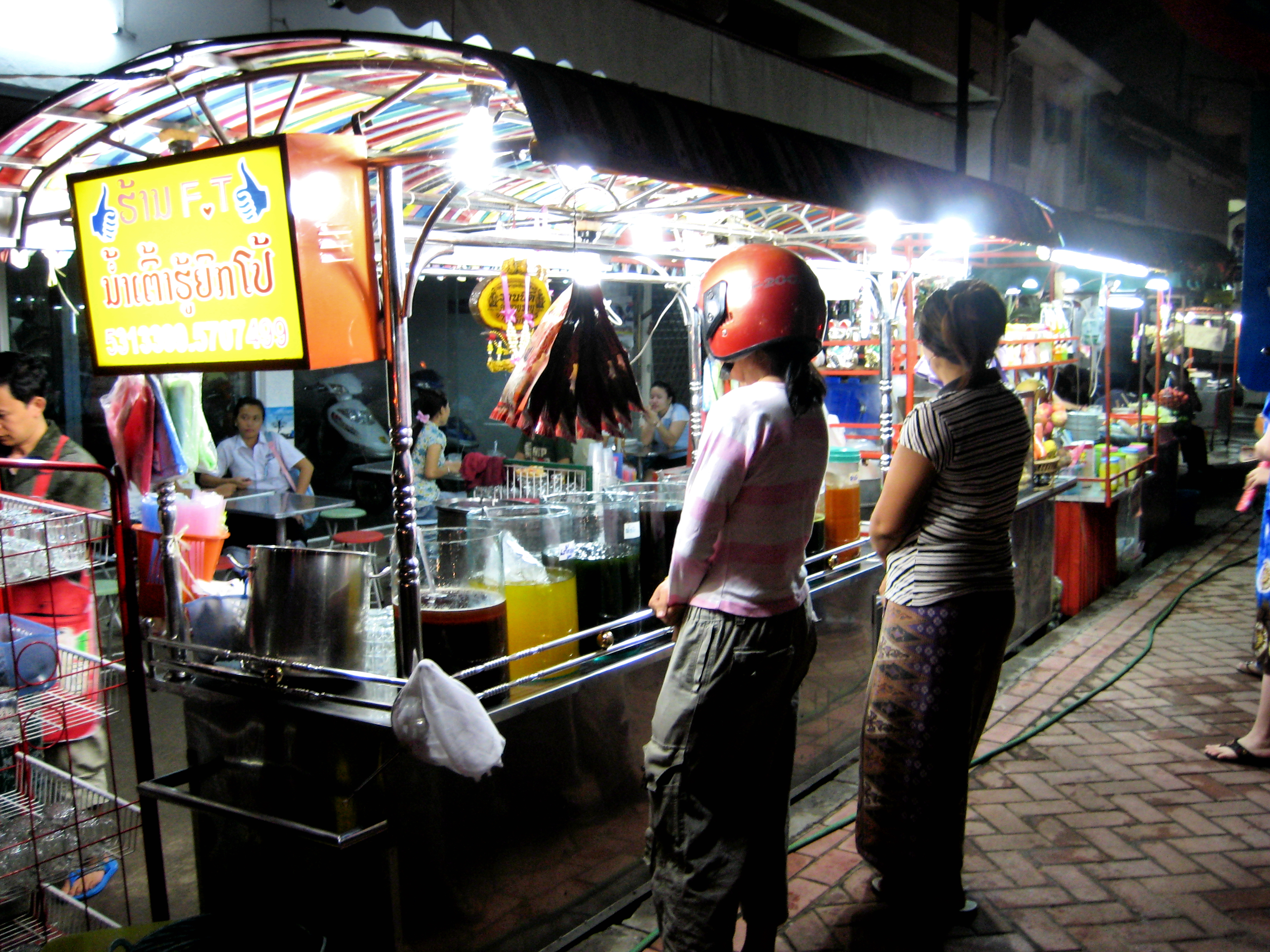
首都夜市文化

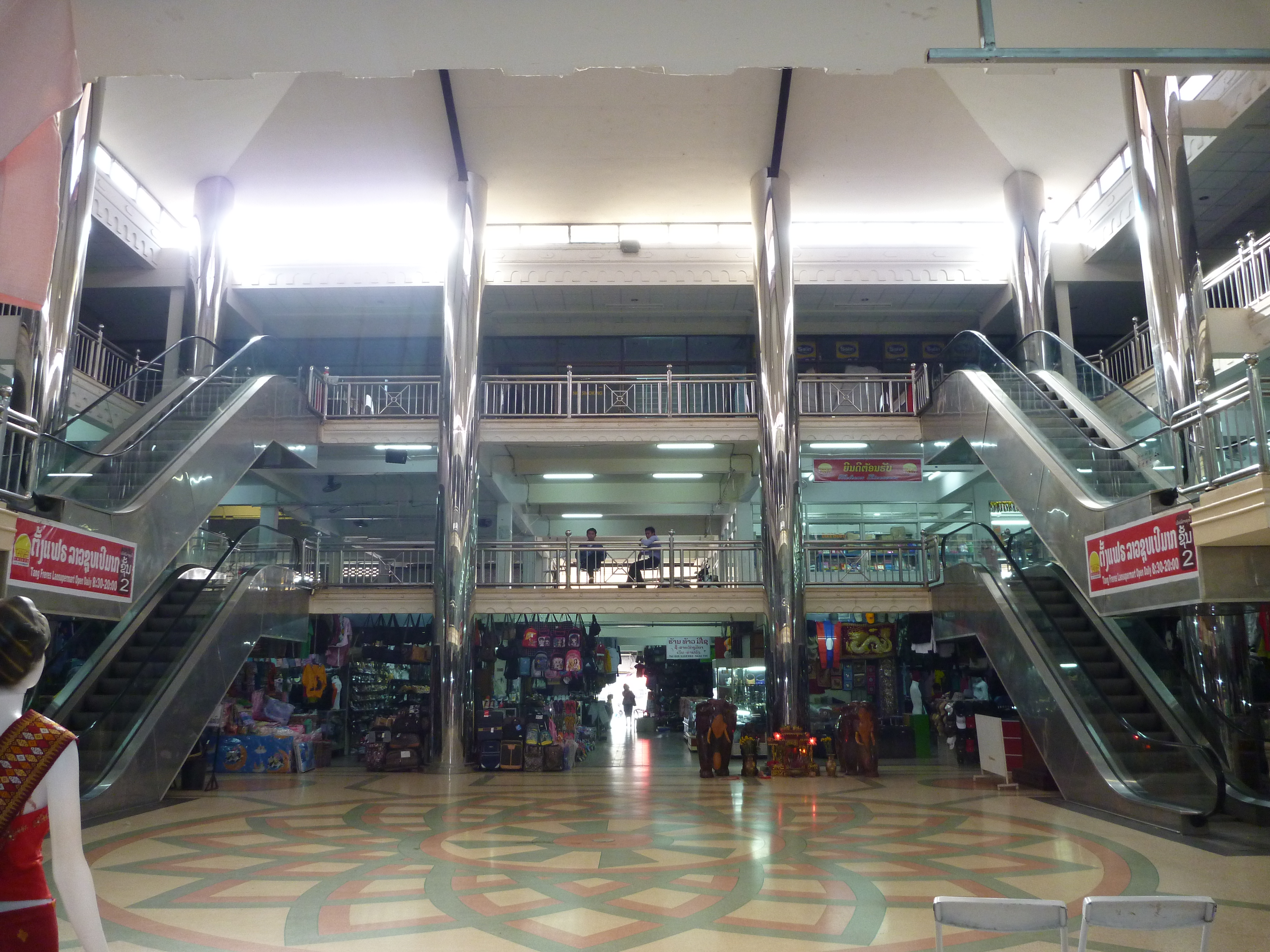
占巴塞市國營百貨店

隨著1975年老撾君主制的推翻，老撾人民革命黨政府制定了蘇聯式經濟體系的規劃社會主義經濟體，用國營企業和合作社取代了私營商業集中投資，生產，貿易和定價。並為內外貿創造障礙。
共產主義者奪取權力也導致主要是美國等對外資的撤出，由於印度支那戰爭期間國內資本遭到破壞，該國的投資依然很大。幾年來，老撾人民民主共和國政府意識到這些經濟政策是阻止而不是刺激經濟增長和發展。然而，到1986年政府宣布“新經濟機制”時，沒有實質性的改革。
市場力量製定的價格取代了政府確定的價格。農民被允許在公開市場上擁有土地並出售農作物。國有企業獲得了更多的決策權，失去了大部分的補貼和定價優勢。政府將匯率接近實際市場水平，解除貿易壁壘，取代關稅進口壁壘，並讓私營企業直接獲得進口和信貸。
隨著東歐和蘇聯日益動盪，1989年，老撾人民民主共和國政府與世界銀行和國際貨幣基金組織達成協議，進行額外的改革。政府同意引進財政和貨幣改革，促進私營企業和外國投資，私有化或關閉國有企業，加強銀行業務。此外，還同意維持市場匯率，降低關稅，消除不必要的貿易壁壘。自由的外國投資法典制定，似乎正在緩慢地在市場上產生積極的影響。知識產權的執行由1995年至2002年的兩個總理法令管轄。
為了鼓勵進一步的國際商業，老撾人民民主共和國的老撾政府接受澳大利亞的援助，在湄公河到泰國建立一座橋樑。萬象縣和泰國廊開府之間的“泰老友誼大橋”於1994年4月開幕。雖然這座橋已經創造了額外的商業，但老撾政府還沒有允許外資在整個國家內完全自由流動。
這些改革導致經濟增長和貨物供應量增加。然而，1997年的亞洲金融危機加上老撾政府本身的經濟管理不善，導致通貨膨脹上升，基普的貶值大幅下滑，從1997年6月至1999年6月，其價值下跌了87％。 2000財政年度的宏觀經濟穩定增長，1999年上半年平均約10％的月通脹率下降至2000年同期的1％。
1999年度，外國贈款和貸款佔國內生產總值的20％以上，公共投資的75％以上。

## 老撾農業
老撾農業大多是自給自足的稻米種植，佔據經濟總量的85％，佔國內生產總值的51％。國內儲蓄偏低，迫使老撾嚴重依賴外援和優惠貸款作為經濟發展的投資來源。
農產品包括甘藷、蔬菜、玉米、咖啡、甘蔗、煙草、棉花、茶葉、花生、水稻；家畜有水牛、豬和家禽。
2012年中期，老撾政府發布了為期四年的暫停採礦項目，原因是礦業與農業的用地需求互相排擠，以及相關的環境和社會問題。

## 觀光業
旅遊業是老撾經濟增長最快的行業，在老撾經濟中起著至關重要的作用。 20世紀90年代，老撾政府向世界開放，並繼續成為遊客的熱門目的地。